# Węgrzy w Rumunii
Węgrzy w Rumunii – mniejszość narodowa w Rumunii, drugi pod względem liczebności naród zamieszkujący Rumunię (po Rumunach) liczący w 2011 roku 1 237 746 osób, co stanowi 6,5% całości populacji. Zamieszkują głównie regiony Harghita (85.21%) i Covasna (73.74%), oraz stanowią dużą część populacji w regionach Mureș (38.09%), Satu Mare (34.65%), Bihor (25.27%), Sălaj (23.35%), i Kluż (15.93%).

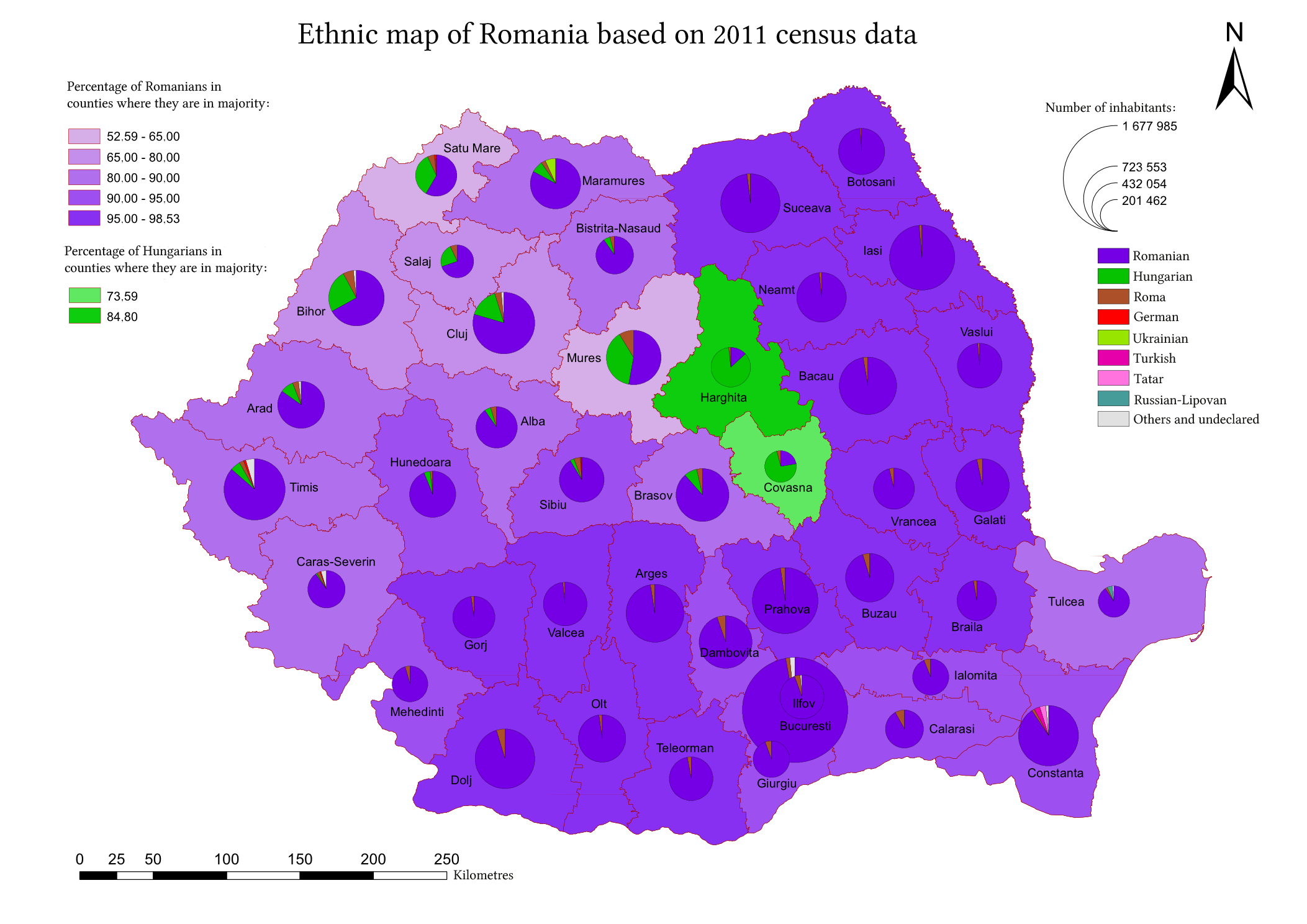
Wynik spisu powszechnego w 2011 roku, Węgrzy zaznaczeni kolorem zielonym

## Historia
Na przełomie IX i X wieku na te tereny przybyły plemiona węgierskie. Węgrzy podporządkowali sobie Siedmiogród w X wieku i na początku wieku XI. W ten sposób Siedmiogród stał się częścią Królestwa Węgier. W XII wieku rozpoczął się napływ kolonistów saskich.
W 1699 roku po V wojnie austriacko-tureckiej Monarchia Habsburgów przejęła Siedmiogród. Po utworzeniu Austro-Węgier w roku 1867 na tych terenach prawa języka rumuńskiego ograniczono na rzecz języka węgierskiego.

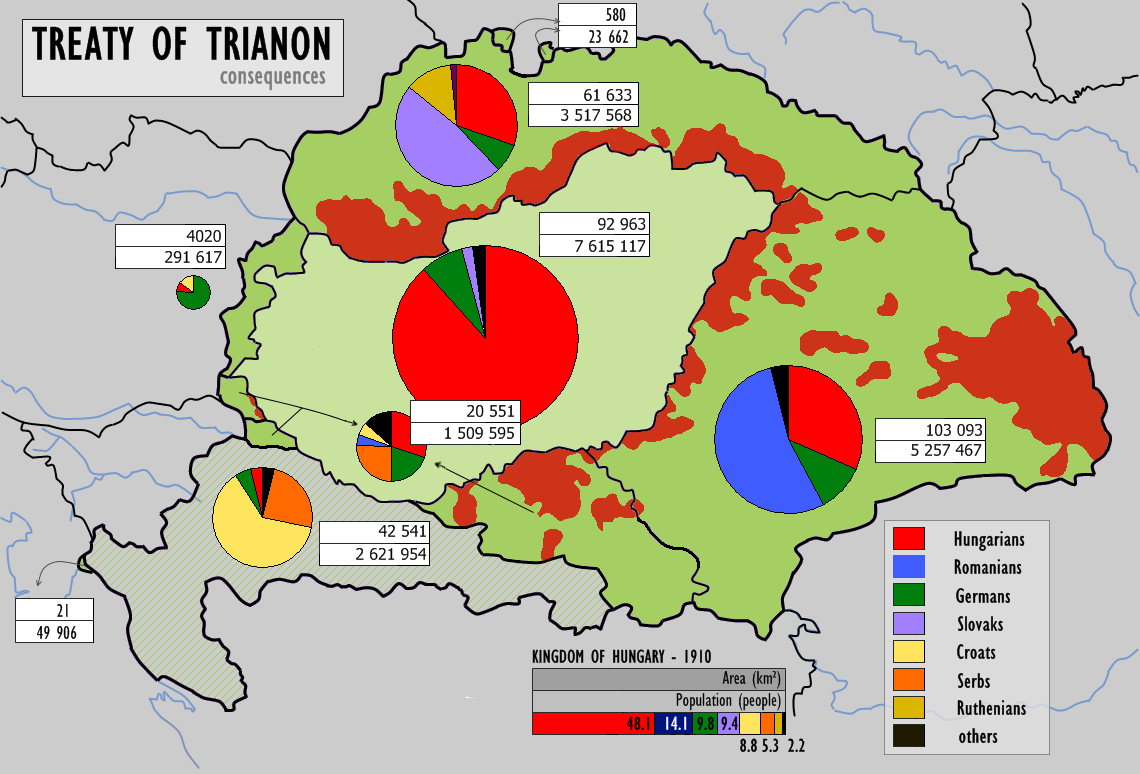
Wynik układu z Trianon i Siedmiogród należący do Rumunii

Dzięki rozpadowi Austro-Węgier Rumunia po I wojnie światowej zyskała Siedmiogród na mocy traktatu z Trianon w 1920 roku, kiedy Rumuni stanowili już na tym terytorium większość.
W 1940 roku, w wyniku drugiego arbitrażu wiedeńskiego, Rumunia straciła znaczną część Siedmiogrodu na rzecz Węgier, jednak w 1946 został on unieważniony i tereny te powróciły do Rumunii.

## Polityka

Flaga Demokratycznego Związku Węgrów w Rumunii

Partią, która reprezentuje mniejszość węgierską w rządzie jest centroprawicowy Demokratyczny Związek Węgrów w Rumunii. Od 1989 roku bierze ona udział w wyborach prezydenckich w Rumunii, jednak nie uzyskała jeszcze większej ilości głosów niż 7%. Od 2009 roku kandydatem jest Hunor Kelemen.

## Religia
Węgrzy w Rumunii głównie należą do różnych odłamów chrześcijaństwa, a zdecydowaną większością są katolicy i kalwiniści.
| Religia                      | Liczba ludności |
| ---------------------------- | --------------- |
| Prawosławni                  | 28287           |
| Katolicy (Rzymskokatolicyzm) | 587033          |
| Kalwiniści                   | 665343          |
| Pentekostalizm               | 5697            |
| Katolicy (Grekokatolicyzm)   | 19645           |
| Baptyści                     | 12963           |
| Adwentyści Dnia Siódmego     | 9055            |
| Muzułmanie                   | 56              |
| Unitarianie                  | 64984           |
| Bracia plymuccy              | 1810            |
| Staroobrzędowcy              | 129             |
| Ewangeliści (prezbiterianie) | 17811           |
| Ateiści                      | 612             |
| Inni                         | 18382           |